# Варненское озеро
Ва́рненское озеро (болг. Варненско езеро) — крупнейшее и глубочайшее лиманное озеро продолговатой формы на территории болгарского побережья. Находится недалеко от города Варна, искусственными судоходными каналами соединено с Варненским заливом и Белославским озером.
16 марта 1950 года Варненское озеро вместе с группой горных озёр в районе пика Сталина (ранее пик Мус-Алла) были переименованы в Сталинские озёра (до 1956 года). В 1972 году недалеко от озера был обнаружен Варненский некрополь.

## Характеристики
Площадь озера 17 км², глубина варьируется от 9,5 до 19 метров. Температура воды и уровень солёности зависят от поступающей морской воды: весной солёность снижается, а летом и осенью возрастает. Поверхность воды местами прогревается до +25 °C, среднегодовая температура на поверхности — около +14 °C, на дне вода прогревается не более, чем на +8 °C. В связи с преобладанием солёных вод над пресными, в озере обитают только морские виды рыб.

## Географическое расположение

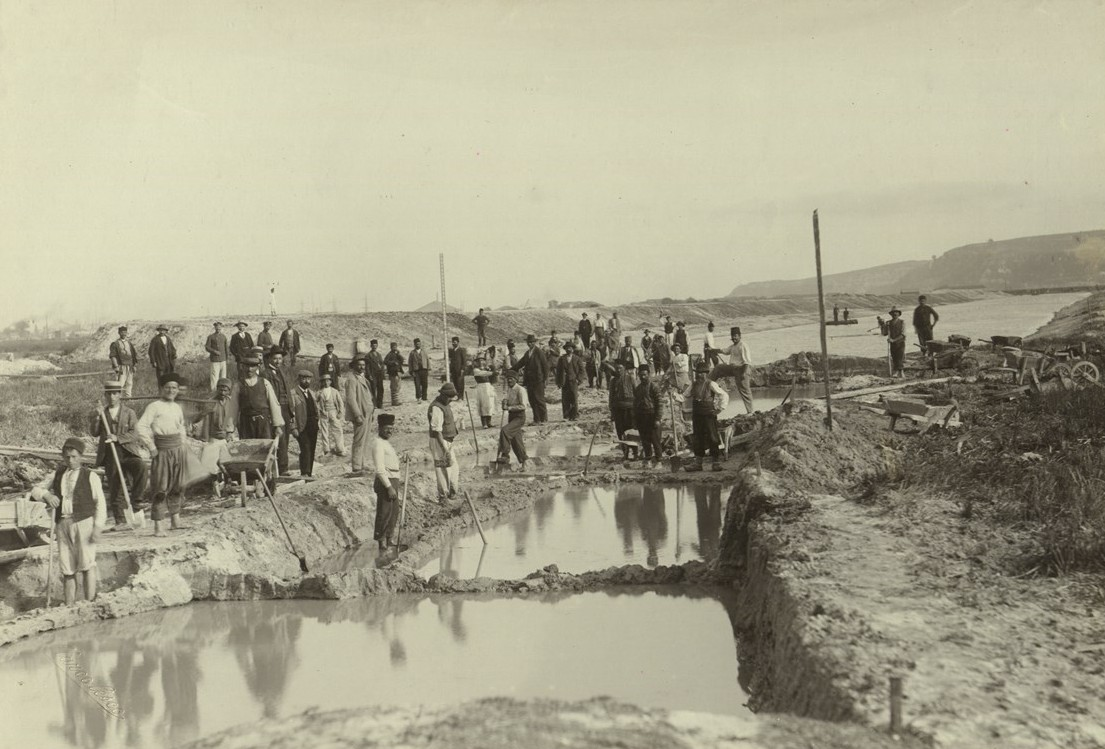
Строительство канала между Варненским озером и Чёрным морем

Варненское озеро имеет тектоническое происхождение, оно образовано в плейстоценовую эпоху из устья реки Провадийска. С запада Варненское озеро искусственным каналом соединено с Белославским озером, где находится западный терминал порта Варны (болг. Терминал Варна Запад), от Чёрного моря на востоке его отделяет песчаная двухкилометровая полоса, которая с каждым годом увеличивается. Южный берег крутой и высокий, северный — пологий. Дно Варненского озера покрывает слой ила, в некоторых местах достигающий 30 метров. Самые глубокие места дна покрыты сероводородной грязью, которая используется в целях грязелечения. До XX века вода из озера вливалась в море через полноводную, но мелкую реку Варна, но после строительства восточного терминала порта Варны (болг. терминал Варна Изток) и осушения реки, в 1906—1909 годах был прорыт навигационный канал до моря, что привело к падению уровня воды в Варненском озере на 1,4—1,5 метров и вторжению морской воды, от чего вода стала солоноватой. В дальнейшем южнее был вырыт новый судоходный канал глубиной до 12 метров, а в 1976 году через каналы, соединяющие озеро и Варненский залив, был переброшен Аспарухов мост.
В Варненское озеро впадают реки:
- Провадийска;
- Девня[болг.];
- Игнатьевская (болг. Игнатиевската);
- Константиновская (болг. Константиновска), со стороны Звездицы;
- Пейнерджикский овраг (болг. Пейнерджикски дол), со стороны Звездицы.

На северном берегу озера расположены сёла Езерово и Казашко.

Схема расположения Варненского залива и Белославского и Варненского озёр